# Otto Kersten
Otto Kersten (Altemburgo, 23 de diciembre de 1839 - ib., 22 de noviembre de 1900) fue un explorador, geógrafo, botánico y químico alemán.

## Biografía

### Primeros años
Estudió ciencias naturales, especialmente química, en Leipzig. En 1861, se doctoró con su tesis Sobre la naturaleza de la luminancia de las llamas y trabajó como asistente en la escuela de agricultura de Chemnitz. En el invierno de 1861, viajó a Berlín para iniciar estudios preliminares sobre observaciones geográficas y físicas, ya que tenía la intención de unirse a una expedición de investigación científica. Por sugerencia del explorador berlinés Heinrich Barth, Kersten debía reunirse en la isla de Zanzíbar con Karl Klaus von der Decken, que había estado activo en África Oriental desde 1860, para apoyarlo en sus expediciones. 

### Viajes de investigación por África
Kersten llegó a Zanzíbar en julio de 1862, donde fue recibido calurosamente por von der Decken, que estaba planeando su inminente regreso al Kilimanjaro, que había intentado escalar el año anterior. Después de los preparativos necesarios en Mombasa, la caravana de la expedición, compuesta por más de cien personas, se dirigió al sur, a la ciudad costera de Wanga. La expedición continuó hacia el oeste hasta el lago Jipe y las tierras altas cerca de Arusha, y comenzaron a intentar un segundo ascenso al Kilimanjaro desde Moshi a finales de noviembre. El agotamiento de todos los porteadores debido al aire enrarecido de la montaña y las nevadas, les obligaron a abandonar de nuevo, esta vez a 4.250 m de altitud, y regresar a Zanzíbar, donde llegaron el último día de 1862. 
En 1863, Kersten acompañó a von der Decken en su viaje a las Seychelles y a la isla de Reunión. El viaje planeado a Madagascar tuvo que cancelarse debido al asesinato del rey Radama II y los disturbios posteriores. Kersten se dirigió al archipiélago de Comoras y a la isla de Nosy Be, frente a la costa de Madagascar. En el otoño de 1863, junto con el naturalista francés Alfred Grandidier, exploró la costa oriental de África hasta la desembocadura del río Ruvu en Bagamoyo. Kersten enfermó en 1864 y tuvo que regresar a Alemania en febrero de 1865.  De esta manera, se libró del amargo destino de von der Decken y algunos de sus compañeros, que fueron asesinados en 1865 mientras exploraban el río Juba, en el sur de Somalia.

### Regreso a Alemania
Los persistentes problemas de salud obligaron a Kersten a abandonar sus planes de regresar a África Oriental de inmediato. La princesa Adelheid von Pless, madre de von der Decken, le encargó que editara y publicara el patrimonio de su hijo. La obra, escrita como un diario de viaje y titulada Baron Carl Claus von der Decken’s Reisen in Ost-Afrika in den Jahren 1859 bis 1865  [Los viajes del barón Carl Claus von der Decken en África Oriental en los años 1859 a 1865], se publicó en seis volúmenes entre 1869 y 1879.  El procesamiento del extenso material requirió la ayuda de numerosos científicos como Otto Finsch, Gustav Hartlaub, Wilhelm Peters y Alfred Brehm.
Kersten defendió la expansión de las colonias alemanas en el África Oriental y se unió al movimiento colonial alemán. Sus planes de realizar más viajes de investigación al África Oriental, o incluso de establecerse allí, fracasaron porque no pudo reunir los recursos financieros necesarios.

### Consulado alemán en Jerusalén
En 1870, Kersten fue enviado a Jerusalén para dirigir la oficina del consulado general alemán, puesto que mantuvo hasta 1874, e incluso ejerció como jefe interino del consulado durante dos años y medio. Además de su trabajo diplomático, Kersten se interesó por la exploración geográfica y científica de Palestina.  Dirigió una de las primeras expediciones de recolección a través del valle del Jordán y alrededor del mar Muerto, recopilando un herbario bastante extenso. Una gran parte de esta colección se encuentra en el Instituto Gustaf Dalman de Greifswald, otra parte pasó al herbario de la Universidad Hebrea de Jerusalén.

### Regreso definitivo a Alemania
Después de regresar a Berlín, Kersten se casó con Emma Caroline (Lina) Goldschmidt y gestionó la fábrica química del padre de Emma. En 1877, se unió a la Asociación Alemana de Palestina. viajando a Palestina para la instalación de estaciones meteorológicas, e instruyendo personalmente a los observadores locales. Kersten también participó en un viaje de investigación a Marruecos y Argelia entre 1882 y 1883. Siguió defendiendo la política colonial del Imperio alemán y en 1886 fundó la Sociedad Alemana de Pondoland para promover las iniciativas coloniales en el sudeste de África.
En 1896, Kersten regresó a su ciudad natal de Altenburg. Una de sus últimas tareas fue evaluar las tablas meteorológicas que los observadores de Palestina seguían enviándole. A finales de noviembre de 1900, murió de un ataque cardíaco. 

## En la Ciencia

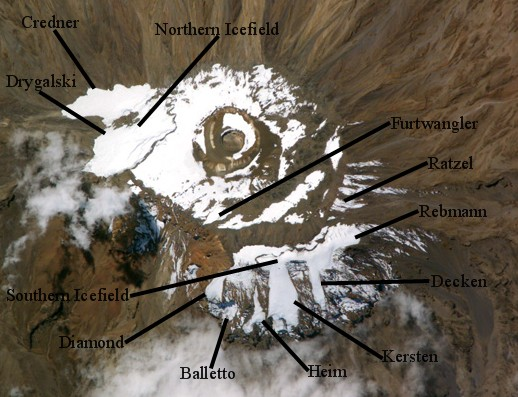
Fotografía satelital del Kilimanjaro con la ubicación de los campos de hielo (junio de 2004)

Hay varias especies animales y vegetales nombradas en su honor, como el camaleón de cola corta Rieppeleon kerstenii, el tejedor de Kersten Ploceus bicolor kersteni, el escarabajo bombardero Pheropsophus kersteni, la avispa salobre Bathyaulax kersteni, la hierba de Chipre Cyperus kerstenii, el helecho trepador Lygodium kerstenii y la orquídea Disperis kerstenii. 
Uno de los campos de hielo más grandes, compuesto por los glaciares Rebmann, Decken, Kersten, Heim y Bailetto, en la ladera sur del monte Kilimanjaro recibió también su nombre. 